# Шнюрайчай
Шнюрайчай (лит. Šniūraičiai) — село в Литве, расположенное в Радвилишкском районе Шяуляйского уезда, в 6 км от села Кутишкяй и в 19 км от Шяуляя, рядом с дорогой A9 «Радвилишкис—Шяуляй».

## История
В 1982 году Шнюрайчай был соединён с селом Курай, в 2009 году была открыта Радвилишкская начальная школа Винцо Кудиркас.

## Население
Люди начали массово заселяться в селе после второй мировой войны.
| 1970 | 1987 | 2001 |
| ---- | ---- | ---- |
| 205  | 475  | 569  |

## Достопримечательности
В селе есть деревянная церковь Святого Антония Падуанского, построенная в 1857 году.